# Растениевъдство, животновъдство и лов; спомагателни дейности
Растениевъдство, животновъдство и лов; спомагателни дейности е отрасъл на икономиката, подразделение на селското, горско и рибно стопанство в Статистическата класификация на икономическите дейности за Европейската общност.
Секторът обхваща извличането на продукти от растения и животни чрез тяхното отглеждане в предназначени за това стопанства, както и уловът на диви животни и птици. Той включва селското стопанство (растениевъдство и животновъдство), стопанският лов и пряко свързаните с тях спомагателни дейности, като специализираното предоставяне на определени услуги, като оран, пръскане и поливане на насаждения, изкуствено осеменяване на животни, услуги със селскостопанска техника.